# Hồ Chiêu
Hồ Chiêu (chữ Hán: 胡昭, 162 – 250), tên tự là Khổng Minh, người quận Dĩnh Xuyên (quận trị nay là Vũ Châu, Hà Nam) , nhà thư pháp, ẩn sĩ thời Tam Quốc. Ông có cùng tên tự với thừa tướng nhà Thục Hán là Gia Cát Lượng.

## Cuộc đời
Không rõ thiếu thời của Chiêu. Dã sử cho biết, Chiêu từ nhỏ học rộng, tính xem nhẹ công danh, có tiết tháo của Nhị Trình. Ngoài ra, Chiêu rất chuộng sử học, tề danh với nhiều danh sĩ đương thời: Chung Do, Hàm Đan Thuần, Vệ Ký, Vi Đản,...
Ban đầu Chiêu tránh loạn ở Ký Châu, từ chối lời mời của Viên Thiệu, trốn về quê nhà. Tào Tháo đang làm Tư không, Thừa tướng, nhiều lần vời gọi trọng thể, Chiêu mới nhận lời; sau khi đến gặp, ông tự nhận là kẻ học trò quê mùa, không có tài năng giúp nước, thành thật xin về, mong được đáp ứng. Tào Tháo không miễn cưỡng, nên Chiêu chuyển về sống trong núi Lục Hồn, cày cấy nuôi thân, sung sướng cầu đạo, lấy sách vở làm vui. Láng giềng tôn kính mà yêu mến Chiêu.
Dã sử cho biết, Chiêu với Tư Mã Ý từng quen biết khi Ý còn chưa ra làm quan. Người cùng quận của Chiêu là bọn Chu Sanh mưu hại Ý, ông đón đầu để khuyên ngăn, thái độ khẩn thiết, khiến bọn Sanh cảm động, từ bỏ ý định. Chiêu không hề nói ra việc này, nên đương thời không ai biết. Năm Kiến An thứ 16 (211), quân phiệt Tây Lương nổi dậy phản kháng Tào Tháo, dân chúng tránh nạn trốn vào trong núi hơn ngàn nhà, bởi đói kém nên họp nhau cướp bóc, Chiêu ra sức khuyên giải, khiến mọi người từ bỏ hành vi ấy.
Năm Kiến An thứ 23 (218), Lục Hồn huyện trưởng Trương Cố nhận lệnh điều động dân phu, đem cấp cho Hán Trung. Lòng người ghét sợ việc lao dịch xa xôi, vì thế bọn Tôn Lang nổi dậy, giết chủ bộ của huyện, phá hoại khắp nơi. Trương Cố đến cầu cạnh Chiêu, nên ông tập hợp dân chúng, an định tình hình trong huyện. Bọn Tôn Lang chạy sang Kinh Châu nương nhờ Quan Vũ, được Vũ ban quan chức, cấp lực lượng, khiến họ quay về tiếp tục quấy nhiễu. Tuy nhiên, bọn Lang hẹn thề với nhau không làm hại Chiêu và láng giềng của ông. Sau khi Quan Vũ thất bại, Trung Nguyên trở lại ổn định, Chiêu dời nhà sang Nghi Dương.
Dã sử cho biết, U Châu thứ sử Đỗ Thứ từng ghé thăm Chiêu, cùng ông trò chuyện và lý luận, tỏ thái độ khiêm nhường và tôn kính. Thái úy Tưởng Tế vời, Chiêu không nhận lời.
Thời Tào Ngụy Phế đế Tào Phương, bọn Phiếu kỵ tướng quân Triệu Nghiễm, Thượng thư Hoàng Hưu (chưa rõ là ai), Quách Di (chưa rõ là ai), Tán kỵ thường thị Tuân Ỷ (con của Tuân Úc), Chung Dục, Thái phó Dữu Nghi (cụ bác của Dữu Lượng), Hoằng Nông thái thú Hà Trinh (cụ của Hà Sung) tiến cử Chiêu. Dã sử cho biết, việc này chịu nhiều dị nghị, nhờ Vi Đản ủng hộ nên triều đình mới đồng ý.
Năm Gia Bình thứ 2 (250), công xa đến triệu Chiêu, gặp lúc ông mất, hưởng thọ 89 tuổi. Con là Hồ Toản làm đến Lang trung.

## Thư pháp
Thư pháp của Chiêu được Bí thư giám Tuân Úc đời Tây Tấn chọn làm phép tắc (cùng với Chung Do). Bút tích của Chiêu luôn được người đời xem là khuôn mẫu. Dã sử cho biết, Chiêu theo học Lưu Đức Thăng , nên giỏi thể Chân Hành, theo lời Vệ Hằng thì ông cũng giỏi Thảo Hành (đều do Lưu Đức Thăng sáng tạo ra), theo lời Trương Hoa thì ông giỏi cả Lệ thư.
- Vệ Hằng nhận xét: "Hồ mập Chung gầy." [19]
- Dương Hân nhận xét: "Hồ Chiêu có Cốt (xương), Sách Tĩnh có Nhục (thịt), Vi Đản có Cân (gân)." [20]

## Đánh giá
- Triệu Nghiễm, Hoàng Hưu, Quách Di, Tuân Ỷ, Chung Dục, Dữu Nghi, Hà Trinh: "Phẩm tính cao khiết, già nhưng kiên định. Tính điềm tĩnh đạm bạc, có tiết tháo của (Trình) Di, (Trình) Hạo. Nên được trưng triệu, để khích lệ phong tục." [21]
- Phó Huyền: "Hồ trưng quân vui vẻ chẳng ai không yêu, dẫu là nô bộc, cũng đối đãi lễ độ. Ngoài theo thói tục, trong giữ thuần khiết, lòng thấy trái lẽ, vương công không thể khuất, tuổi đã 80 mà không mỏi mệt với sách vở, tôi thấy Hồ trưng quân thế đấy." [22]
- Trần Thọ: "Trương Tiến, Hồ Chiêu, đóng cửa giữ thanh tĩnh, không mưu tính việc đời." [23]